# Traponora
Traponora is een geslacht van korstmossen dat behoort tot de orde Lecanorales van de ascomyceten. De typesoort is Traponora asterella. Het geslacht is beschreven door de Nederlandse mycoloog André Aptroot en werd in 1997 voor het eerst geldig gepubliceerd.

## Soorten
Volgens Index Fungorum telt het geslacht zeven soorten (peildatum februari 2024):
| Soortnaam               | Auteur(s)             | Publicatiejaar |
| ----------------------- | --------------------- | -------------- |
| Traponora asterella     | Aptroot               | 1997           |
| Traponora flavothallina | Kalb & Aptroot        | 2018           |
| Traponora fusca         | Aptroot               | 2010           |
| Traponora globosa       | Aptroot               | 2010           |
| Traponora macrospora    | Aptroot               | 2010           |
| Traponora pallida       | Aptroot               | 2010           |
| Traponora varians       | (Ach.) J. Kalb & Kalb | 2017           |